# James McKenzie
James McKenzie (ur. 13 sierpnia 1903 w Leith, zm. 8 stycznia 1931 w Portobello) – były brytyjski bokser wagi muszej.
W 1924 roku na letnich igrzyskach olimpijskich w Paryżu zdobył srebrny medal, przegrywając w finale z Amerykaninem Fidelem LaBarbą.
Jego starszy brat George zdobył brązowy medal w wadze koguciej na igrzyskach olimpijskich w 1920 w Antwerpii.